# Коминио (Л'Аквила)
Коминио (итал. Cominio) је насеље у Италији у округу Л'Аквила, региону Абруцо.
Према процени из 2011. у насељу је живело 1008 становника. Насеље се налази на надморској висини од 631 м.